# Landtagswahlkreis Waldshut
Der Wahlkreis Waldshut (Wahlkreis 59) ist ein Landtagswahlkreis im Süden von Baden-Württemberg. Er umfasste bei der letzten Landtagswahl 2021 die Gemeinden Albbruck, Bad Säckingen, Dettighofen, Dogern, Eggingen, Görwihl, Herrischried, Hohentengen am Hochrhein, Jestetten, Klettgau, Küssaberg, Lauchringen, Laufenburg, Lottstetten, Murg, Rickenbach, Stühlingen, Waldshut-Tiengen, Wehr, Weilheim, und Wutöschingen aus dem Landkreis Waldshut sowie die beiden Gemeinden Rheinfelden und Schwörstadt aus dem Landkreis Lörrach.
Die Grenzen der Landtagswahlkreise wurden nach der Kreisgebietsreform von 1973 zur Landtagswahl 1976 grundlegend neu zugeschnitten und seitdem nur punktuell geändert. Zum Wahlkreis Waldshut gehörten zunächst alle Gemeinden des Landkreises Waldshut sowie die Gemeinden Rheinfelden und Schwörstadt. Infolge überdurchschnittlichen Bevölkerungswachstums wurde zur Landtagswahl 1992 erstmals eine Verkleinerung des Wahlkreises notwendig. Deswegen wurden die Gemeinden Bernau im Schwarzwald, Dachsberg, Häusern, Höchenschwand, Ibach, St. Blasien und Todtmoos dem benachbarten Wahlkreis Freiburg I zugeordnet. Vor der Landtagswahl 2011 wurden auch die Gemeinden  Bonndorf im Schwarzwald, Grafenhausen, Ühlingen-Birkendorf und Wutach an den Wahlkreis Freiburg I angegliedert.

## Wahl 2021
Die Landtagswahl 2021 hatte folgendes Ergebnis:
| Direktkandidat         | Partei       | Stimmen in % | Landtagswahl 2016 Stimmen in % |
| ---------------------- | ------------ | ------------ | ------------------------------ |
| Niklas Nüssle          | Grüne        | 37,1         | 30,4                           |
| Sabine Hartmann-Müller | CDU          | 22,9         | 30,8                           |
| Bernhard Boll          | AfD          | 9,9          | 12,3                           |
| Peter Schallmayer      | SPD          | 9,6          | 12,3                           |
| Harald Ebi             | FDP          | 10,2         | 7,4                            |
| Robert Kuhlmann        | DIE LINKE    | 2,7          | 2,2                            |
| Kilian Kronimus        | ödp          | 0,8          | 0,6                            |
| Dominik Brox           | Freie Wähler | 3,2          | 1,2                            |
| Oliver Schaphoff       | dieBasis     | 1,3          | –                              |
| Nadina Mäder           | KlimalisteBW | 0,9          | –                              |
| Ulrich Gurzinski       | WiR2020      | 0,7          | –                              |
| Kai Stricker           | Volt         | 0,8          | –                              |
| –                      | Sonstige     | –            | 2,8                            |

Mit Niklas Nüssle holte erstmals ein Kandidat der Grünen das Direktmandat im Wahlkreis.

## Wahl 2016
Die Landtagswahl 2016 hatte folgendes Ergebnis:
| Direktkandidat        | Partei       | Stimmen in % | Landtagswahl 2011 Stimmen in % |
| --------------------- | ------------ | ------------ | ------------------------------ |
| Felix Schreiner       | CDU          | 30,8         | 39,2                           |
| Petra Thyen           | Grüne        | 30,4         | 23,0                           |
| Wolfgang Frommann     | AfD          | 12,3         | –                              |
| Hidir Gürakar         | SPD          | 12,3         | 24,8                           |
| Harald Ebi            | FDP          | 7,4          | 5,3                            |
| Norbert Portele       | DIE LINKE    | 2,2          | 2,2                            |
| Dieter Albrecht       | Freie Wähler | 1,2          | –                              |
| Stephan Wessel        | ALFA         | 0,9          | –                              |
| Frank Brauer          | Piraten      | 0,8          | 1,8                            |
| Wolfgang Meier        | REP          | 0,7          | 1,8                            |
| Kilian Kronimus       | ödp          | 0,6          | 1,1                            |
| Philip-Mario Hallasch | NPD          | 0,4          | 0,8                            |

## Wahl 2011
Die Landtagswahl 2011 ergab folgendes Ergebnis:
| Direktkandidat     | Partei    | Stimmen in % | Landtagswahl 2006 Stimmen in % * |
| ------------------ | --------- | ------------ | -------------------------------- |
| Felix Schreiner    | CDU       | 39,2         | 43,7                             |
| Alfred Winkler     | SPD       | 24,8         | 24,9                             |
| Ruth Cremer-Ricken | Grüne     | 23,0         | 09,5                             |
| Klaus Denzinger    | FDP       | 05,3         | 09,6                             |
| Joerg-Uwe Sanio    | DIE LINKE | 02,2         | WASG: 2,5                        |
| Wolfgang Meier     | REP       | 01,8         | 03,1                             |
| Günther Ragg       | NPD       | 00,8         | –                                |
| Kilian Kronimus    | ödp       | 01,1         | 00,5                             |
| Christel Teichmann | Piraten   | 01,8         | –                                |
| –                  | Sonstige  | −            | 06,4                             |

## Wahl 2006
Die Landtagswahl 2006 ergab folgendes Ergebnis:
| Direktkandidat     | Partei         | Stimmen in % | Landtagswahl 2001 Stimmen in % |
| ------------------ | -------------- | ------------ | ------------------------------ |
| Peter Straub       | CDU            | 44,3         | 46,6                           |
| Alfred Winkler     | SPD            | 24,1         | 35,5                           |
| Erhart Graunke     | FDP            | 10,2         | 06,7                           |
| Ruth Cremer-Ricken | Grüne          | 09,3         | 06,2                           |
| Roland Baumgartner | Einzelbewerber | 05,2         | –                              |
| Wolfgang Meier     | REP            | 03,0         | 03,4                           |
| Friedrich Gebhard  | WASG           | 02,4         | –                              |
| Peter Odenbach     | PBC            | 00,8         | 00,8                           |
| Bernd Topka        | ödp            | 00,5         | 00,9                           |

## Abgeordnete seit 1976
Bei den Landtagswahlen in Baden-Württemberg hat jeder Wähler nur eine Stimme, mit der sowohl der Direktkandidat als auch die Gesamtzahl der Sitze einer Partei im Landtag ermittelt werden. Dabei gibt es keine Landes- oder Bezirkslisten, stattdessen werden zur Herstellung des Verhältnisausgleichs unterlegenen Wahlkreisbewerbern Zweitmandate zugeteilt.
Den Wahlkreis Waldshut vertraten seit 1976 folgende Abgeordnete im Landtag:
| Partei | Art des Mandats | Gewählte |
| ------ | --------------- | --- |
| CDU    | Erstmandat      | Rudolf Eberle 1976, 1980, 1984, verstorben am 17. November 1984 Peter Straub nachgerückt im November 1984; 1988, 1992, 1996, 2001, 2006 Felix Schreiner 2011, 2016, Mandat niedergelegt zum 24. Oktober 2017 Sabine Hartmann-Müller nachgerückt am 25. Oktober 2017 |
| CDU    | Zweitmandat     | Sabine Hartmann-Müller 2021 |
| Grüne  | Erstmandat      | Niklas Nüssle 2021 |
| SPD    | Zweitmandat     | Kurt Bantle 1976, 1980, 1984 Dieter Puchta 1988, 1996, 2001, Mandat niedergelegt zum 5. August 2002 Alfred Winkler nachgerückt am 14. August 2002; 2006, 2011; niedergelegt 2014 Hidir Gürakar nachgerückt 2014                                                     |